# Vint mil llegües de viatge submarí
Vint mil llegües de viatge submarí (en francès: Vingt mille lieues sous les mers) és una de les obres literàries més conegudes de l'escriptor francès Jules Verne, publicada a Magasin d'Education et de Récréation des del 20 de març de 1869 fins al 20 de juny de 1870, i en un volum doble el 16 de novembre de 1871.

## Sinopsi

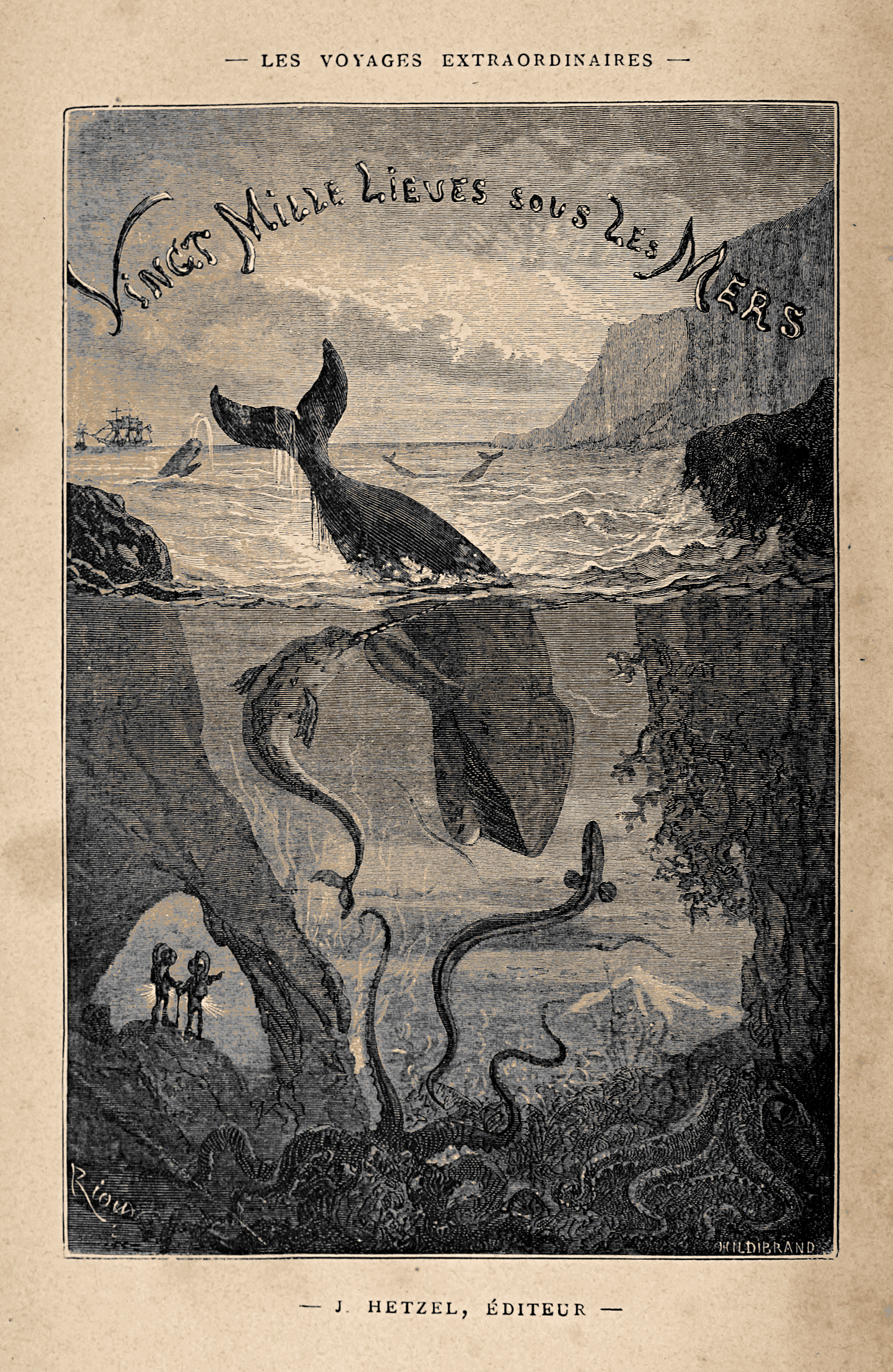
Frontispiece de Vint mil llegües de viatge submarí, 1871

Vint mil llegües de viatge submarí és una obra narrada en primera persona pel professor francès Pierre Aronnax, un notable biòleg, que cau presoner del Capità Nemo i és conduït pels oceans dins el submarí Nautilus, en companyia del seu criat Consell i l'arponer canadenc Ned Land.
La història comença amb una expedició a bord del vaixell de guerra de la marina nord-americana "Abraham Lincoln" al comandament de l'almirall Farragut que busca capturar un estrany cetaci d'una mida extraordinària, que va produir la desaparició misteriosa de diverses embarcacions. Durant l'expedició, els protagonistes es veuen llançats per la borda del vaixell producte d'una envestida de l'animal. El professor Aronnax i el seu acompanyant Consell són rescatats per l'arponer canadenc Ned Land aconseguint arribar nedant a un lloc segur. Una vegada que es troben fora de perill, descobreixen que no es troben realment en una illa, sinó sobre una estructura metàl·lica: un submarí que es troba a la superfície del mar.
Uns homes emmascarats els duen a l'interior del submarí.
A l'interior del misteriós submarí coneixen el Capità Nemo, personatge desgraciat i brillant, amb un fosc passat i de grans aptituds científiques i artístiques. El capità els mostra tota la nau, donant-los tot tipus d'explicacions. El capità els informa que en descobrir el seu secret, no pot deixar-los tornar a la superfície. Durant el viatge els són revelats molts secrets i recorren diversos llocs, entre els quals s'esmenta la mítica Atlàntida, les illes de Polinèsia, el mar Roig, les costes de l'Extrem Orient, la Mediterrània, etc. Mitjançant el seu personatge Aronnax, Jules Verne dona testimoni de diversos possibles invents (escafandre autònom per a busseig, fusells amb bales elèctriques, màquines per produir aire respirable, etc.). Un element que fa molt interessant la novel·la és la minuciosa descripció dels paisatges submarins que es visiten, així com la descripció quasi enciclopèdica d'una infinitat d'éssers marins.
Es dona a més una descripció detallada de les percepcions dels personatges durant la història.
Després d'un llarg periple, on el Nautilus és perseguit i atacat diverses vegades per vaixells de guerra, el capità Nemo s'aïlla dels seus "hostes".
En els capítols finals, els presoners decideixen fugir. Aquest intent de fuga coincideix amb un moment de molta agitació a la nau i se sent els tripulants repetir la paraula Maelstrom, que és un gran remolí que es forma habitualment al Nord de les illes Lofoten, fet que força la fuga. Al final es troben a les costes de Noruega i són rescatats sans i estalvis.
Finalment sembla que el capità Nemo i els seus seguidors són arrossegats per l'immens torbellí Maelstrom, tot i que el final de l'obra queda obert.

## Adaptacions cinematogràfiques
- 20000 lieues sous les mers (1907) pel director francès Georges Méliès.
- 20,000 Leagues Under the Sea (1916) pel director britànic Stuart Paton.
- 20,000 Leagues Under the Sea (1954) produïda per Walt Disney.
- 20,000 Leagues Under the Sea (1972) produïda per Rankin-Bass.